# Charlize Theron
Charlize Theron (IPA: /ʃɑːrˈliːz ˈθɛrən/, afrikaans: /ʃarˈlis trɔn/), född 7 augusti 1975 i Benoni i Gauteng (del av dåvarande Transvaal), är en sydafrikansk-amerikansk skådespelare och filmproducent verksam i USA.

## Biografi
Charlize Therons far, Charles Théron, var fransk, medan hennes mor, Gerda (född Maritz), är tysk.[källa behövs] Hennes modersmål är afrikaans. Therons livsplan som barn och ung var att bli balettdansös, och hon gick i balettskola i Sydafrika och medverkade i flera kända baletter, såsom Svansjön och Nötknäpparen, innan hon for till New York för att utveckla sig vidare i ett balettkompani där. Dock tvingades hon plötsligt ompröva hela sitt liv, då hon drabbades av en allvarlig knäskada. Hon arbetade åren 1991–94 som fotomodell och begav sig till Los Angeles, där hon blev upptäckt på gatan av en agent, och hennes nya livsväg blev nu skådespelarens.
Efter ett antal filmer i Hollywood medverkade hon 1999 i Lasse Hallströms storfilm Ciderhusreglerna och därutöver en spännvidd av dramer och thrillers som t.ex. The Italian Job (2003) och som utfrusen,  revolterande fabriksarbetare i North Country (2005), vilken ledde till en Oscarsnominering bland annat.
2004 spelade hon den svenska filmstjärnan Britt Ekland i The Life and Death of Peter Sellers, om hennes stormiga äktenskap med den brittiske komikern Peter Sellers, och för den blev hon nominerad både till Emmy Award och Golden Globe Award. Samma år, 2004, Oscarbelönades hon för bästa kvinnliga huvudroll i filmen Monster, en verklig utmaning och kontrast till hennes vanliga milda skönhetstyp. Hon erhöll också Silverbjörnen vid Berlins filmfestival och Golden Globe Award för samma film.
Hon var försvarets vittne i rätten efter att mamman hade skjutit ihjäl pappan 1991. Mamman straffades dock inte, eftersom hon sköt Charlizes pappa i självförsvar efter att han hotat att döda både henne och den då 15-åriga Charlize.
Theron värnar om djurs rättigheter och är engagerad i organisationen PETA. Hon har också startat en egen hjälporganisation, Charlize Theron Africa Outreach Project, för utveckling och AIDS-bekämpning i Sydafrika.
Theron hade ett nioårigt förhållande (2001–2010) med Stuart Townsend. Hon har två adoptivdöttrar, Jackson Theron och August Theron.
Charlize Theron blev amerikansk medborgare 2007 och har samtidigt behållit sitt sydafrikanska medborgarskap.

## Filmografi (urval)

### Som skådespelare
- 1995 – Children of the Corn III (ej krediterad)
- 1996 – Två dagar i L.A.
- 1996 – That Thing You Do!
- 1997 – På spaning i Hollywood (Hollywood Confidential)
- 1997 – Rätt och galet
- 1997 – Djävulens advokat
- 1998 – Kändisliv
- 1998 – Joe - jättegorillan
- 1999 – The Astronaut's Wife
- 1999 – Ciderhusreglerna
- 2000 – Dubbelspel
- 2000 – The Yards
- 2000 – Men of Honor
- 2000 – Legenden om Bagger Vance
- 2001 – Ljuva november
- 2001 – 15 Minutes
- 2001 – Skorpionens förbannelse
- 2002 – Trapped
- 2002 – Waking Up in Reno
- 2003 – The Italian Job
- 2003 – Monster
- 2004 – The Life and Death of Peter Sellers
- 2004 – Head in the Clouds
- 2005 – North Country
- 2005 – Æon Flux
- 2005 – Arrested Development (TV-serie) (fem avsnitt)
- 2007 – In the Valley of Elah
- 2007 – Battle in Seattle
- 2008 – Sleepwalking
- 2008 – Hancock
- 2009 – The Burning Plain
- 2009 – Vägen
- 2009 – Astro Boy (röst)
- 2011 – Young Adult
- 2012 – Prometheus
- 2012 – Snow White and the Huntsman
- 2014 – A Million Ways to Die in the West
- 2015 – Dark Places
- 2015 – Mad Max: Fury Road
- 2016 – The Last Face
- 2016 – The Huntsman: Winter's War
- 2016 – Kubo och de två strängarna (röst)
- 2017 – Atomic Blonde
- 2017 – Fast & Furious 8
- 2018 – Tully
- 2019 – Long Shot
- 2020 – The Old Guard
- 2023 – Fast X
- 2025 – The Old Guard 2
- 2026 – The Odyssey

### Som producent
- 2003 – Monster
- 2008 – Sleepwalking
- 2009 – The Burning Plain
- 2011 – Young Adult (ej krediterad)
- 2015 – Dark Places
- 2019 – Long Shot
- 2025 – The Old Guard 2

## Utmärkelser

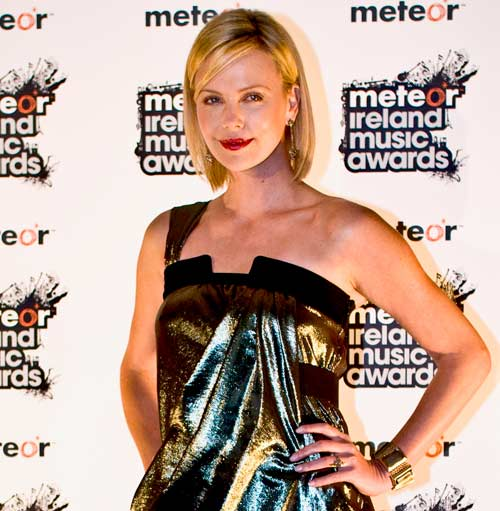
Charlize Theron 2008.

- 2000 - Bambi Award - Årets kvinnliga stjärnskott
- 2003 - National Board of Review - NBR Award, bästa kvinnliga genombrott för Monster
- 2003 - San Francisco Film Critics Circle - SFFCC Award, bästa kvinnliga skådespelare för Monster
- 2004 - Oscar - Bästa kvinnliga huvudroll för Monster
- 2004 - Filmfestivalen i Berlin - Silverbjörnen, Bästa kvinnliga skådespelare för Monster (delat med Catalina Sandino Moreno för Maria Full of Grace)
- 2004 - Broadcast Film Critics Association Awards - Critics Choice Award, bästa kvinnliga skådespelare för Monster
- 2004 - Camerimage - Krzysztof Kieslowski Award
- 2004 - Central Ohio Film Critics Association - COFCA Award, bästa kvinnliga skådespelare för Monster
- 2004 - Chicago Film Critics Association Awards - CFCA Award, bästa kvinnliga skådespelare för Monster
- 2004 - Dallas-Fort Worth Film Critics Association Awards - DFWFCA Award, bästa kvinnliga skådespelare för Monster
- 2004 - Golden Globe Award, bästa kvinnliga skådespelare i dramaspelfilm för Monster
- 2004 - Independent Spirit Awards - Independent Spirit Award, bästa kvinnliga huvudroll för Monster
- 2004 - Independent Spirit Awards - Independent Spirit Awards, bästa debutfilm för Monster (delat med Patty Jenkins, Mark Damon, Donald Kushner, Clark Peterson och Brad Wyman)
- 2004 - Las Vegas Film Critics Society Awards - Sierra Award, bästa kvinnliga skådespelare för Monster
- 2004 - National Society of Film Critics Awards - NSFC Award, bästa kvinnliga skådespelare för Monster
- 2004 - Satellite Awards - Golden Satellite Award, bästa kvinnliga skådespelare i dramafilm för Monster
- 2004 - Screen Actors Guild Awards - Bästa kvinnliga huvudroll för Monster
- 2004 - Vancouver Film Critics Circle - VFCC Award, bästa kvinnliga skådespelare för Monster
- 2005 - Hollywood Film Festival - Hollywood Film Award, årets kvinnliga skådespelare
- 2006 - GLAAD Media Awards - Vanguard Award
- 2006 - Golden Camera, internationell film
- 2006 - Los Angeles Film Festival - Spirit of Independence Award
- 2007 - CineVegas International Film Festival - Half-Life Award
- 2008 - Hasty Pudding Theatricals - Årets kvinna

## Källhänvisningar
1. ↑  Accesshollywood.com
2. ↑  People.com
3. 1 2   Charlize Theron i Nationalencyklopedins nätupplaga. Läst 11 februari 2015.
4. ↑  CBS News 12 mars 2008